# Befody
Befody è una città e comune del Madagascar situata nel distretto di Nosy-Varika, regione di Vatovavy-Fitovinany. 
La popolazione del comune rilevata nel censimento 2001 era pari a 12 320 unità.